# 城北乡 (徐闻县)
城北乡，是中华人民共和国广东省湛江市徐闻县下辖的一个乡镇级行政单位。

## 行政区划
城北乡下辖以下地区：
头铺村、北水村、北岭村、和家村、那松村、文丰园村、西埚村、迈报村、后坡寮村、石岭村、加乐园村、大黄村、桃园村和那练村。